# Антоновський (Нижньотагільський міський округ)
Анто́новський (рос. Антоновский) — селище у складі Нижньотагільського міського округу Свердловської області.
Населення — 62 особи (2010, 72 у 2002).
Національний склад станом на 2002 рік: росіяни — 100 %.